# Lyginia
Lyginia, biljni rod iz Zapadne Australije, nekada uključivan u porodicu Anarthriaceae, a danas porodici Restionaceae. Postoje tri priznate vrste

## Vrste
1. Lyginia barbata R.Br.
2. Lyginia excelsa B.G.Briggs & L.A.S.Johnson
3. Lyginia imberbis R.Br.